# China Resources Center (Hefei)
Le China Resources Center (合肥华润中心) est un ensemble de gratte-ciel construit dans l'ouest de la Chine à Hefei de 2010 à 2017.
L'ensemble est composé de deux immeubles qui abritent des bureaux et un hôtel ;
- Le China Resources Center 1, 218 m de hauteur, 45 étages, construit de 2010 à 2016
- Le China Resources Center 2, 280 m de hauteur, 55 étages, construit de 2011 à 2017

Le China Resources Center 2 est le plus haut gratte-ciel de Hefei et abrite du 43e au 55e étage un hôtel de 347 chambres de la chaîne Hyatt, ouvert depuis janvier 2020,.
Les architectes sont l'agence américaine RTKL Associates Inc. ("design architect") et la société chinoise China Construction Design International
Le promoteur est la société China Resources (Holdings) Company Limited